# Rhodesia tại Thế vận hội Mùa hè 1928
Nam Rhodesia lần đầu tiên trong lịch sử tham dự Thế vận hội Mùa hè (với tư cách Rhodesia) vào năm 1928 ở thủ đô Amsterdam, Hà Lan. Đây là một trong hai thuộc địa vương thất của Vương quốc Anh được Ủy ban Olympic Quốc tế cho phép thi đấu với tư cách quốc gia độc lập tại Thế vận hội, cùng với Malta. Hai võ sĩ Quyền Anh đại diện Rhodesia song đều không thể lọt vào vòng tranh huy chương trong các nội dung của mình.

## Bối cảnh
Sau khi thuộc địa Nam Rhodesia của Anh nộp đơn lên Ủy ban Olympic Quốc tế, nước này giành quyền tranh tài với tư cách một quốc gia độc lập tại Thế vận hội Mùa hè 1928 ở thành phố Amsterdam, Hà Lan. Cùng với Malta, Nam Rhodesia là một trong hai thuộc địa vương thất của Vương quốc Anh được phép tham gia một cách độc lập. Dù mang tên Nam Rhodesia vào thời điểm đó, họ lại thi đấu dưới tên Rhodesia. Hai vận động viên đến từ Nam Rhodesia đã được lựa chọn để thi đấu trong các trận đấu năm 1928, đều ở môn Quyền Anh; Cecil Bissett ở hạng nhẹ và Leonard Hall ở hạng bán trung. Đây là số vận động viên ít nhất từng được Rhodesia cử đi tham dự Thế vận hội Mùa hè và kể từ Thế vận hội Mùa hè 1980 với tên gọi Zimbabwe.

## Quyền Anh
Hai vận động viên Quyền Anh đại diện Rhodesia tại Thế vận hội 1928, đó cũng là lần duy nhất trong sự nghiệp của họ. Bissett được đặc cách qua vòng đầu tiên vào ngày 7 tháng 8, trong khi Hall đánh bại William Walther của Đức bằng hình thức cho điểm theo quyết định. Vòng thứ hai diễn ra vào ngày hôm sau, khi cả hai tay đấm Rhodesia đều thi đấu. Hall bị loại khỏi giải đấu bởi Usuda Kintarō của Nhật Bản, trong khi Bissett đi tiếp sau khi thắng trận đầu trước Carlos Orellana của México. Ở tứ kết Quyền Anh hạng nhẹ ngày 9 tháng 8, Bissett bị Carlo Orlandi của Ý đánh bại.
Chung cuộc, Cecil Bissett kết thúc với vị trí đồng hạng năm tại hạng nhẹ Quyền Anh, trong khi Leonard Hall đứng đồng hạng chín tại hạng bán trung.
| Tên           | Nội dung       | Vòng 32                   | Vòng 16                     | Tứ kết                    | Bán kết       | Chung kết     |               |
| Tên           | Nội dung       | Kết quả                   | Kết quả                     | Kết quả                   | Kết quả       | Kết quả       |               |
| ------------- | -------------- | ------------------------- | --------------------------- | ------------------------- | ------------- | ------------- | ------------- |
| Cecil Bissett | Hạng nhẹ       | Đặc cách qua vòng         | Orellana (MEX) · Thắng điểm | Orlandi (ITA) · Thua điểm | không đi tiếp | không đi tiếp | không đi tiếp |
| Leonard Hall  | Hạng bán trung | Walter (GER) · Thắng điểm | Usuda (JPN) · Thua điểm     | không đi tiếp             | không đi tiếp | không đi tiếp | không đi tiếp |